# Кобра (фільм, 1991)
Кобра — це пакистанський науково-фантастичний бойовик на пенджабській мові, випущений у 1991 році. Режисер фільму — Шахід Рана та продюсер фільму — Малік Салім.

## В ролях
- Надіра — Узмаа
- Султан Рахі — (подвійна роль) Кобра, Акбар
- Горі — Марія
- Гулам Мохіуддін — інспектор Ашад
- Абід Алі — інспектор Кан
- Асіф Кан — начальник поліції
- Салма Ага — Салма
- Хамаюн Куріші — доктор Діянг
- Нагма — мати Акбара
- Насрулла Батт

## Творці фільму
- Автор — Салім Мурад
- Продюсери — Малік Салім, Міан Мохаммад Алі, Малік Кадір
- Компанія-виробник — кіностудія Kalifa, Кіностудія Evernew, Лахор, Пакистан
- Кінематографіст — Ікбал Німмі
- Постановник музики — Зулфікар Алі
- Лірик — Варіс Лудіанві
- Співаки — Нур Джихан, Салма Ага

## Звукова доріжка
| Назва                                 | Виконавець | Тривалість | Примітки        |
| ------------------------------------- | ---------- | ---------- | --------------- |
| «Chummi Leindi Aei Hawa»              | Салма Ага  | 5:01       | Популярна пісня |
| «Tu Tay Meri Akhiyan Di Neend Churai» | Нур Джихан | 5:00       | Популярна пісня |
| «We Chutti Le Le Ek Din Di»           |            | 5:00       | Популярна пісня |